# Erdinç Yavuz
Erdinç Yavuz (* 4. Oktober 1978 in Kayseri) ist ein türkischer Fußballspieler.

## Karriere

### Verein
Yavuz begann mit dem Vereinsfußball in der Jugend von Kayseri Erciyesspor und erhielt beim damaligen Drittligisten 1997 einen Profivertrag. Bereits in seiner ersten Spielzeit etablierte er sich als Stammspieler und absolvierte 25 Ligapartien. In der nächsten Saison wechselte er zum Zweitligisten Hatayspor und schaffte auch hier sosofrt den Sprung in die Stammelf. Nach einer Saison kehrte er wieder zu Erciyesspor zurück und spielte die nachfolgenden zwei Jahre für diesen Verein. In der Saison 2000/01 schaffte er mit diesem Verein durch die Meisterschaft der TFF 3. Lig den Aufstieg in die TFF 2. Lig. In der nachfolgenden verpasste man aber den Klassenerhalt und spielte wieder drittklassig. Zum Sommer 2001 wechselte Yavuz dann zum anderen Zweitligisten der Stadt Kayseri, zu Kayserispor.
Im Sommer 2002 wechselte er zum türkischen Traditionsverein Trabzonspor und spielte die nachfolgenden sechs Spielzeiten für diesen Verein. Lediglich die Rückrunde der Saison 2006/07 verbrachte er als Leihspieler bei Sakaryaspor. Die Spielzeiten 2002/03 und 2003/04 beendete er mit Trabzonspor als Türkischer Pokalsieger und beendete die  Spielzeit 2003/04 als Vizemeister der Süper Lig. Die Spielzeit 2004/05 erreichte er mit seinem Verein erneut die Vizemeisterschaft.
2008 verließ er Trabzonspor und wechselte zum Zweitligisten Kayseri Erciyesspor. Nach einem Jahr heuerte er bei Diyarbakırspor an. Zum Sommer 2010 ging er zum türkischen Erstligisten Konyaspor. Nachdem hier der Klassenerhalt misslang, spielte man die nächste Saison in der TFF 1. Lig. Hier schaffte man es trotz eines bescheidenen Kaders in die Play-off-Phase der 1. Lig und schied hier im Halbfinale aus.
Im Sommer 2014 wechselte er zum Zweitligisten Elazığspor und verließ diesen bereits nach einer halben Spielzeit.

### Nationalmannschaft
Yavuz  spielte viermal für die zweite Auswahl der Türkischen Nationalmannschaft. Darüber hinaus wurde er 2006 einmal in den Kader der ersten Auswahl nominiert, saß aber bei dieser Begegnung auf der Ersatzbank.

## Erfolge
Mit Kayseri Erciyesspor
- Meister der TFF 2. Lig und Aufstieg in die TFF 1. Lig: 1999/2000

Mit Trabzonspor
- Vizemeister der Süper Lig: 2003/04, 2004/05
- Türkischer Pokalsieger: 2002/03, 2003/04

Mit Torku Konyaspor
- Playoff-Sieger der TFF 1. Lig und Aufstieg in die Süper Lig: 2012/13
- TSYD-Ankara-Pokalsieger: 2013